# Idioma arára de pará
Arára de pará es una lengua caribeña de Pará, Brasil. Lo hablan los arara y quizás otros grupos relacionados.
Arára forma parte del grupo de dialectos de Kampot junto con Ikpeng, Apiaká do Tocantins, Parirí y Yarumá.

## Fonológia

### Consonantes
|                     |                     | Bilabiales | Alveolares | Palatales | Velares | Glotales |
| ------------------- | ------------------- | ---------- | ---------- | --------- | ------- | -------- |
| Nasales             | Nasales             | m          | n          |           | ŋ       |          |
| Oclusivas           | voiceless           | p          | t          |           | k       |          |
| Oclusivas           | voiced              | b          | d          |           | ɡ       |          |
| Africadas           | Africadas           |            |            | tʃ        |         |          |
| Vibrantes múltiples | Vibrantes múltiples | (ʙ̥)        |            |           |         |          |
| Vibrantes simples   | Vibrantes simples   |            | ɾ          |           |         |          |
| Fricativas          | Fricativas          |            |            |           |         | (h)      |
| Aproximantes        | Aproximantes        | w          | l          | j         |         |          |

Dos de las dieciséis consonantes, /ʙ̥, h/ aparecen con poca frecuencia. /ʙ̥/ solo ocurre en palabras expresivas, o antes de la vocal /u/. /h/ solo aparece después de una consonante coronal, como /a/ o /u/. También hay una aparición especialmente rara de dos consonantes implosivas, / ɓ / y / ɗ /.

### Vocales
|              | anteriores | Centrales | Posteriores | Posteriores |
| ------------ | ---------- | --------- | ----------- | ----------- |
| Cerradas     | i          |           | ɯ           | u           |
| Semiabiertas | ɛ          |           | ɔ           | ɔ           |
| abiertas     |            | a         |             |             |

## Área
El idioma es hablado por un pueblo que incluye grupos que aún están aislados. Viven principalmente en tres pueblos: Cachoeira Seca, Laranjal y Maia. Sin embargo, los nativos de este último se han pasado al portugués, mientras que todavía quedan 85 hablantes en Cachoeira Seca y 250 en Laranjal.

## Habla animal
El lingüista Isaac Costa de Souza estudió el idioma y concluyó que algunas palabras se modificaban cuando se usaban para hablar con diferentes animales. La siguiente tabla muestra algunas palabras modificadas utilizadas al hablar con un mono capuchino.
| Palabra normal | palabra capuchina | Español        |
| -------------- | ----------------- | -------------- |
| ɔɛt            | ɔɛgɛt             | árbol de goma  |
| aɛ             | aɛge              | avispa         |
| ikpa           | ikpaga            | lodo           |
| kuɾi           | kuligi            | talón          |
| kɔk            | kɔgɔk             | noche, tarde   |
| nu             | nugu              | tumor, absceso |
| paɾu           | palugu            | agua           |

Se utilizan diferentes modificaciones según la especie de animal a la que se dirige. La palabra ikpa, por ejemplo, podría modificarse como tɔkpa cuando se dirige a un perro, o como ĩkpã cuando se dirige a un mono aullador. Se pueden utilizar modificaciones específicas al hablar con pájaros carpinteros, tortugas y pizotes, entre otros animales.